# Голям пръчкогнездещ плъх
Големият пръчкогнездещ плъх (Leporillus conditor), също австралийски плъх, е вид бозайник от семейство Мишкови (Muridae). Видът е световно застрашен, със статут Уязвим.

## Разпространение и местообитание
Разпространен е в Австралия.